# Ann Oakley
Ann Oakley (n. 1944) este o profesoară de sociologie și politici sociale la Institutul de Educație, Universitatea din Londra, Anglia. Autoare a unor cărți de referință în feminism și în particular în sociologia feministă.

## Opera
- Who’s afraid of Feminism (1997);
- From Here to Maternity (1981);
- The captured Womb: A History of the Medical Care of Pregnant Women (1984, colectie de interviuri cu femei gravide);
- What is feminism (1976 în colaborare cu Juliet Mitchell);
- Woman’s Work: The Housewife, Past and Present (1974);
- Sociology of Housework (1974). Aceasta din urmă este o lucrare clasică de sociologie feministă (având la bază teza de doctorat a autoarei) care a deschis calea unui domeniu nou de cercetare sociologică. Oakley este printre primele socioloage care introduce noțiunea de “gen-izare” (gendering) ca proces de interiorizare a atributelor feminine/masculine, noțiune utilă teoriei sociologice feministe.

Clasic este considerat articolul ei “Interviewing women: a contradiction in terms” (1979 în Becoming a Mother) în care Oakley analizează critic paradigmele tradiționale de interviu.